# Kontrakt (film)
Kontrakt – polska telewizyjna komedia filmowa z roku 1980 w reżyserii Krzysztofa Zanussiego.

## Fabuła
Piotr (syn ordynatora) i Lilka (córka wojewódzkiego dygnitarza) zamierzają się pobrać, mają jednak wątpliwości, czy brać ślub kościelny, na którym zależy Adamowi, ojcu Piotra, a któremu przeciwny jest ojciec Lilki. Mimo że ślub w kościele nie dochodzi do skutku (Lilka ucieka sprzed ołtarza), bogaty lekarz Adam wraz ze swą aktualną małżonką Dorotą organizuje w swojej willi okazałą poślubną imprezę uświetnioną kuligiem. Wśród weselnych gości znajdują się nie tylko znajomi i członkowie rodziny (m.in. Penelopa – przybyła z Francji ekscentryczna balerina, bratowa Adama), ale również osoby przypadkowe, zaproszone na imprezę tuż przed ślubem. W cieniu imprezy goście ukrywają trapiące ich obawy, osobiste kłopoty i życiowe problemy, które ujawniają się wraz z upływem czasu.

## Obsada
Źródło: Filmpolski.pl

- Tadeusz Łomnicki – profesor Adam Ostoja-Okędzki
- Krzysztof Kolberger – jego syn Piotr
- Magda Jaroszówna – Lilka Bartoszuk, żona Piotra
- Maja Komorowska – Dorota, druga żona Adama
- Leslie Caron – Penelopa Wilson
- Beata Tyszkiewicz – Nina, siostra Doroty
- Janusz Gajos – Bolesław Bartoszuk, ojciec Lilki
- Zofia Mrozowska – Maria, była żona Adama, matka Piotra
- Nina Andrycz – Olga Aleksandrowa, kierowniczka baletu opery
- Christine Paul-Podlasky – Patrycja, córka Penelopy
- Peter Bonke(inne języki) – Sven, partner Niny
- Edward Lubaszenko – dziennikarz Zygmunt, przyjaciel Piotra
- Ignacy Machowski – wysoki oficjel, przyjaciel Adama
- Bożena Dykiel – Ewa
- Irena Byrska – niania w domu Adama
- Jolanta Kozak-Sutowicz – Weronika, służąca w domu Adama
- Laura Łącz – baletnica
- Liliana Głąbczyńska – baletnica
- Eugeniusz Priwieziencew – tancerz Arnold
- Andrzej Pieczyński – tancerz
- Jan Jurewicz – Zenek, kierowca Bartoszuka
- Andrzej Szenajch – organizator kuligu
- Wiktor Zborowski – gość
- Jadwiga Colonna-Walewska – gość

## Zdjęcia
- Warszawa, Konstancin-Jeziorna

## Nagrody
Kontrakt był pokazywany na zakończenie Międzynarodowego Festiwalu Filmowego w Wenecji, gdzie został wyróżniony nagrodą UNICEF oraz Katolickiego Biura Filmowego. Na Koszalińskim Festiwalu Debiutów Filmowych „Młodzi i Film” Krzysztof Kolberger, otrzymał nagrodę za rolę męską.